# سارة أكرون
 سارة أكرون (5 فبراير 1994- ) لاعبة كرة طائرة جزائرية.

## معلومات الأندية
النادي الحالي : جمعية ولاية بجاية 
- منتخب الجزائر لكرة الطائرة للسيدات.
- البطولة الجزائرية لكرة الطائرة سيدات.